# Nanorana parkeri
Espèce
Synonymes
- Altirana parkeri Stejneger, 1927
- Rana parkeri (Stejneger, 1927)

Statut de conservation UICN

 LC  : Préoccupation mineure
Nanorana parkeri est une espèce d'amphibiens de la famille des Dicroglossidae.

## Répartition
Cette espèce se rencontre entre 2 850 et 5 000 m d'altitude :
- dans le Sud et l'Est de la région autonome du Tibet en Chine ;
- au Népal.

Sa présence est incertaine au Bhoutan et en Inde.

## Étymologie
Cette espèce est nommée en l'honneur de Hampton Wildman Parker.

## Publication originale
- Stejneger, 1927 : A new genus and species of frog from Tibet. Journal of the Washington Academy of Sciences, vol. 17, p. 317-319 (texte intégral).